# Lucian Müller
Lucian Müller (* 17. März 1836 in Merseburg; † 24. April 1898 in Sankt Petersburg) war ein deutscher klassischer Philologe.
Nach dem Studium an der Universität Berlin und der Universität Halle lebte er fünf Jahre in den Niederlanden, wo er seine Geschichte der klassischen Philologie in den Niederlanden (1869) schrieb. Da es ihm nicht gelang, in Deutschland eine Professur zu erhalten, nahm er 1870 die Berufung auf einen Lehrstuhl für Latinistik am Kaiserlichen Historisch-Philosophischen Institut in Sankt Petersburg an. Ulrich von Wilamowitz-Moellendorff, damals Student am Bonner Seminar, gab in seinen Erinnerungen 1848–1914 (Berlin 1928, S. 94) ein vernichtendes Urteil ab: „Ein Privatdozent war freilich vorhanden, der nicht gehört werden durfte, der schon damals unausstehliche Lucian Müller, dem der deutsche Boden auch bald zu heiß ward.“
Müller war ein Schüler der Methoden von Richard Bentley und Karl Lachmann. Seine Abhandlung De re metrica poetarum latinorum (1861) wurde zu einem Meilenstein in der Erforschung metrischer Systeme der römischen Dichter (mit Ausnahme der Dramatiker), und seine Metrik der Griechen und Römer (2. Ausgabe 1885) blieb für lange Zeit die beste wissenschaftliche Zusammenfassung dieser Materie.

## Schriften (Auswahl)
Weitere wichtige Veröffentlichungen sind (in chronologischer Ordnung):
- Leben und Werke des Gaius Lucilius (1876)
- Quintus Horatius Flaccus, eine litterarhistorische Biographie (1880)
- Quintus Ennius (1884), eine Einführung in das Studium römischer Dichtkunst
- Der saturnische Vers und seine Denkmäler (1885)
- De Pacuvii fabulis (1889)
- De Accii fabulis disputatio (1890)
- Ueber die Volksdichtung der Römer (1891) (Digitalisat)

Zu den wichtigsten von Müller edierten Textausgaben zählen (ebenfalls chronologisch):
- Catulli Tibulli Propertii carmina (1870)
- G. Lucili saturarum reliquiae (1872), einschließlich der Fragmente des Accius und des Suetus
- Q. Horatii Flacci Opera (1869, 3. Auflage 1897)
- Q. Enni carminum religuiae (1884)
- Livi Andronici et Gn. Naevi fabularum reliquiae (1885)
- Noni Marcelli Compendiosa doctrina (1888)